# Osberht de Northumbria
Osberht (fallecido el 21 de marzo de 867) fue rey de Northumbria a mediados del siglo IX. Las fuentes sobre este periodo de la historia de Northumbria son muy escasas. La ascendencia de Osberht es desconocida y la datación de su reinado problemática.

## Crónicas
Osberht se convirtió en rey después de que Æthelred, hijo de Eanred fue asesinado. La fecha de la muerte de Æthelred no es segura, pero se ubica generalmente en 848. Aun así, Simeón de Durham escribe que "Ethelred el hijo de Eanred reinó nueve años. Cuándo fue asesinado, Osbryht sostuvo el reino trece años" y declara que 854 fue "el quinto año del gobierno de Osbert, el sucesor de Ethelred, que había sido puesto a muerte".
Poco es sabido del reinado de Osberht. Symeon afirma que "Osbert había osado con mano sacrílega a disputar con aquella iglesia Wercewurde y Tillemuthe" La Historia de Sancto Cuthberto data la apropiación de estas tierras al año antes de la muerte de Osberht. Osberht fue reemplazado como rey por Ælla. Mientras Ælla es descrito en la mayoría de las fuentes como tirano, y no como rey legítimo, una fuente declara que era hermano de Osberht.
El Gran Ejército Pagano marchó sobre Northumbria a finales del verano de 866, alcanzando York el 21 de noviembre de 866. Symeon de Durham, la Crónica anglosajona, Asser, y Æthelweard cuentan sustancialmente la misma versión de los acontecimientos. La Historia Regum Anglorum relata la batalla donde Osberht y Ælla murieron a manos de los Vikingos:

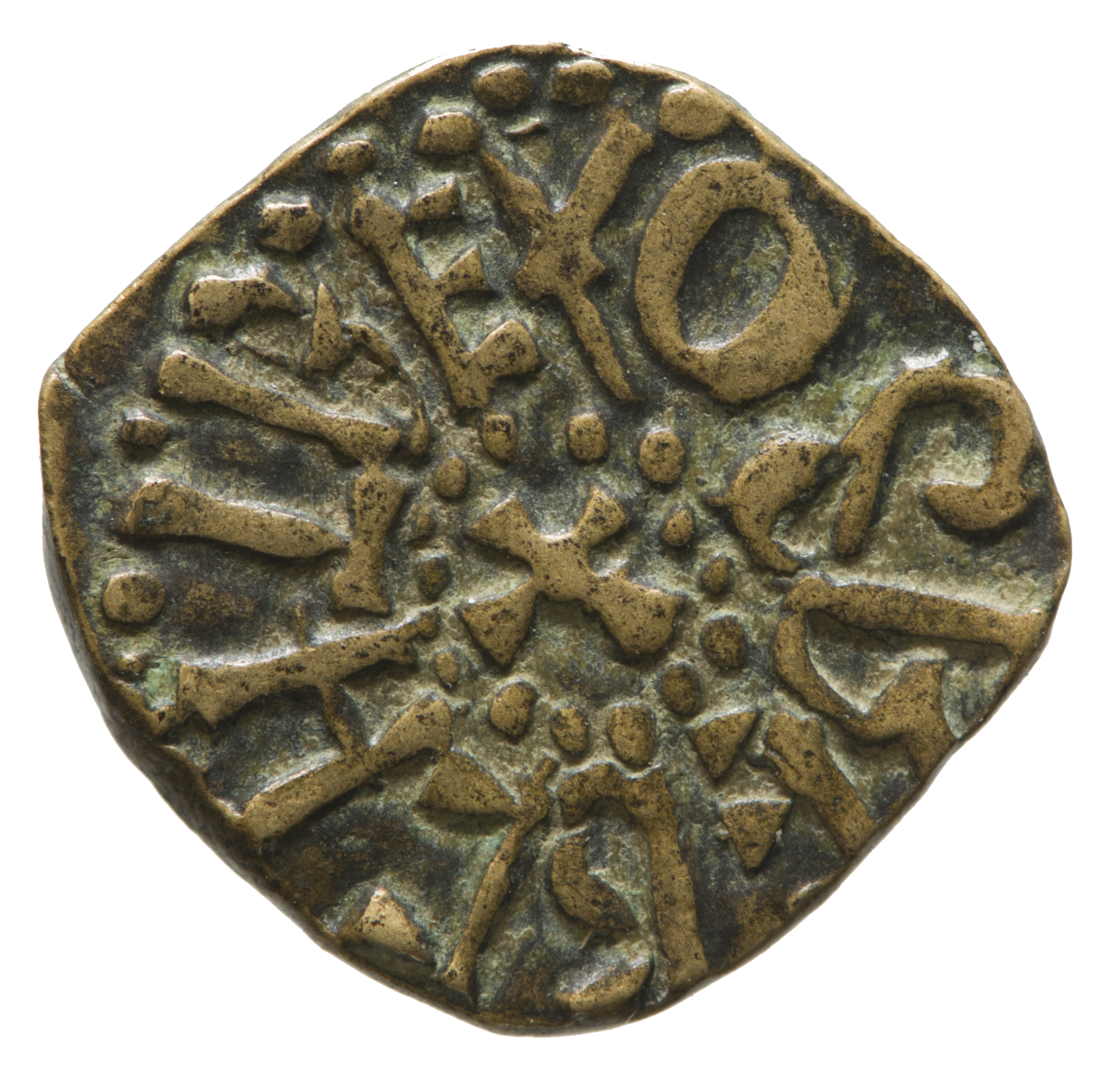
Styca de aleación cobriza de Osberht

En aquellos días, la nación de los Northumbrianos había expulsado violentamiente del reino al legítimo rey de su nación, Osbryht por nombre, y había colocado al frente del reino a un cierto tirano, llamado Alla. Cuándo los paganos llegaron al reino, la disension fue despejada por consejo divino y la ayuda de los nobles. El rey Osbryht y Alla, habiendo unido sus fuerzas y formado un ejército, llegaron a la ciudad de York; en su aproximación la mayoría de hombres de los barcos inmediatamente emprendieron la huida. Los cristianos, percibiendo su huida y terror, encontraron que ellos ellos era la parte más fuerte. Lucharon ambos con mucha ferocidad, y ambos reyes cayeron. El resto que escapó hicieron paz con los Danes.
Osbehrt pudo haber sido enterrado en Thornhill, Yorkshire. Un raro grupo de lápidas anglas de alto rango, una con su nombre, fue descubierto en época victoriana en el cementerio de la antigua iglesia de San Miguel y Todos los  Ángeles, donde están expuestos públicamente.
Después de esto, los Vikings nombraron a Ecgberht para gobernar Northumbria.

## Sagas
Ragnarssona þáttr (El Cuento de los hijos de Ragnar) añade una gran cantidad de color a los relatos de la conquista vikinga de York. Esto asocia al semi-legendario rey de Suecia Ragnar Lodbrok y sus hijos, Hvitserk, Björn Ironside, Sigurd Culebra-en-el-Ojo, Ivar el Deshuesado, y Ubbe. Según las historias, Ragnar fue asesinado por Ælla, y el ejército qué capturó York en 866 estaba dirigido por los hijos de Ragnar que vengaron su muerte al someter a Ælla al águila de sangre.
Las fuentes inglesas más tempranas registran que Ælla y Osberht murieron en batalla, la Crónica anglosajona declara que "ambos reyes fueron muertos en el sitio" La figura principal en los cuentos de venganza es Ivar, quién es a veces asociado con el líder vikingo Ímar, hermano del Amlaíb Conung, de los anales irlandeses. Dorothy Whitelock señala que "no es cierto de ninguna manera que tenga que ser identificado con el hijo de Ragnar, ya que el nombre no es inusual". La Crónica anglosajona no nombra a los líderes en Northumbria, pero declara que "Hingwar y Hubba" mataron a Edmund de Estanglia (San Edmund) algunos años más tarde. Hubba es nombrado como líder del ejército en Northumbria por Abbo de Fleury, y por la Historia de Sancto Cuthberto. Symeon de Durham lista los dirigentes del ejército vikingo como "Halfdene, Inguar, Hubba, Beicsecg, Guthrun, Oscytell, Amund, Sidroc y otro jefe del mismo nombre, Osbern, Frana, y Harold."
El historiador normando Geoffrey Gaimar y Geoffrey de Wells asocian a un inglés llamado "Bern" o "Buern" con la llegada de los Daneses a Inglaterra, en el caso de Gaimar a Northumbria, en el de Geoffrey de Wells Edmund Santo, a Estanglia. El relato de Gaimar muestra a "Buern" buscando venganza por la violación de su mujer por Osberth.